# Sant Fruitós d'Iravals
Sant Fruitós d'Iravals és una església romànica situada al centre del poble d'Iravals de la comuna de la Tor de Querol, a l'Alta Cerdanya.
L'edifici del segle xii compren una nau única amb volta de canó que desemboca a l'est en un absis semicircular, que per fora és totalment llis amb una única finestra d'espitllera. Al segle xviii es va construir un porxo a contra el mur sud de l'església que en protegeix l'entrada. Té un campanar de cadireta de dos arcs sobre la façana occidental.
S'hi guarda un Sant Crist romànic del segle xiii. i un retaule pintat del segle xiv dedicat a santa Marta atribuït a un pintor de l'anomenat Grup d'Iravals.

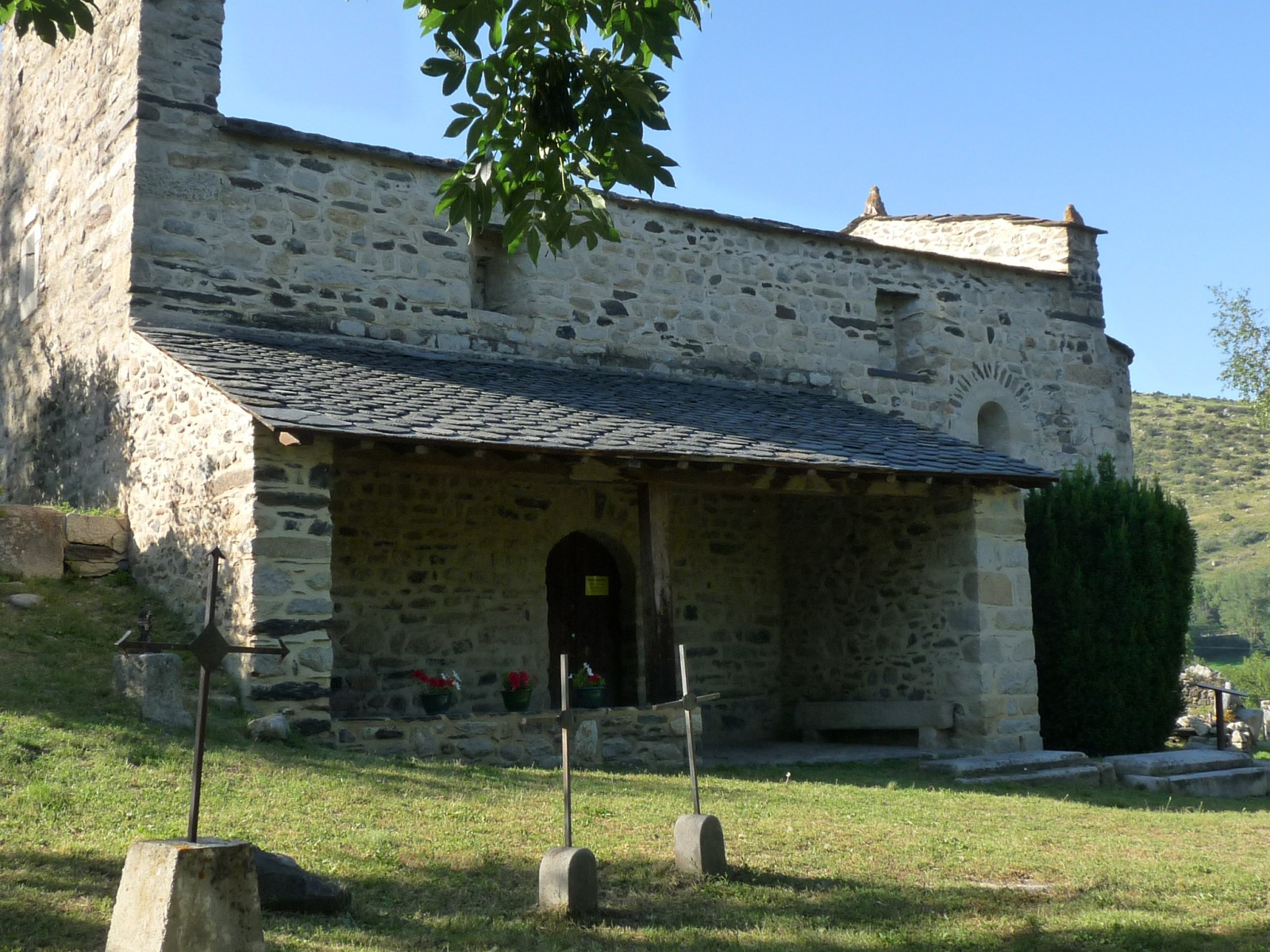
Vista del sud amb el porxo del segle XVIII

El 1963 l'església va ser protegida com a monument històric.